# Zotalemimon ciliata
Zotalemimon ciliata là một loài bọ cánh cứng trong họ Cerambycidae.